# Anthony Poshepny
 (septembre 2018).
Anthony Alexander Poshepny (18 septembre 1924-27 juin 2003), également connu sous le surnom de Tony Poe, est un paramilitaire américain des États-Unis de la CIA, ayant notamment entraîné différents mouvements paramilitaires de guérilla à Camp Hale, dans le but de déstabiliser différents pays (Afghanistan, Chine (dont Tibet), Cuba, Laos, Viêt Nam).
Il est surtout connu pour avoir formé la guérilla laotienne, notamment utilisée pendant la guerre civile laotienne et la guerre du Viêt Nam.

## Biographie
Anthony Poshepny est un marine de la Seconde Guerre mondiale.
Anthony Poshepny a entraîné les Khampas pendant quatre ans.

#### Document déclassés
- (en) « CIA and the Generals » [PDF] (consulté le 25 septembre 2019), Covert Support to Military Government in South Vietnam
- (en) « CIA and the House of Ngo » [PDF] (consulté le 25 septembre 2019),  Covert Action in South Vietnam, 1954–63
- (en) « CIA and Rural Pacification » [PDF] (consulté le 25 septembre 2019)
- (en) « Good Questions, Wrong Answers » [PDF] (consulté le 25 septembre 2019) CIA's Estimates of Arms Traffic through Sihanoukville, Cambodia, During the Vietnam War.
- (en) « The Way We Do Things » [PDF] (consulté le 25 septembre 2019), Black Entry Operations into Northern Vietnam
- (en) « Undercover Armies » [PDF] (consulté le 25 septembre 2019),  CIA and Surrogate Warfare in Laos

### Ouvrages articles et périodiques
- (en) Roger Warner, Shooting at the Moon : the story of America's clandestine war in Laos, South Royalton (Vt.), Steerforth press (ISBN 978-1-883642-36-5, BNF 37114874)
- (en) Vietnam Magazine, August 2006
- (en) Joshua Kurlantzick, A Great Place to Have a War : America in Laos and the Birth of a Military CIA, New York, Simon & Schuster, 2016, 336 p. (ISBN 978-1-4516-6789-9), p. 23